# Carreço
Carreço is een plaats (freguesia) in de Portugese gemeente Viana do Castelo en telt 1769 inwoners (2001).